# Conjunt de sitis d'arnes
El Conjunt de sitis d'arnes és un conjunt de petites construccions de pedra seca de la Figuera (Priorat) inclosa a l'Inventari del Patrimoni Arquitectònic de Catalunya.

## Descripció
Siti d'arnes és el nom que rep al Priorat i la Terra Alta un conjunt de petites construccions encabides als marges de pedra seca, que deixen uns espais rectangulars buits -una mena de fornícules- dintre dels quals es col·locaven les arnes per fer la mel. Normalment s'orientaven envers el sud. Les arnes eren unes rotllanes de suro -o altres materials similars- que en èpoques passades es feien servir per fer els ruscs d'abelles. Els primitius sitis d'arnes es feien amb canyes i guix.
Aquest conjunt es troba a la zona anomenada el Collet Redó. Ubicat al mig del terreny, es podria considerar un petit conjunt industrial de sitis d'arnes, i actualment està en desús. És el més representatiu d'aquest peculiar tipus de construcció, i està el situat a la finca de cal Quintillaire. Junt a aquest singular complex es troba també alguna barraca amb coberta de falsa cúpula.